# Thomas Davenport (inventore)
Thomas Davenport (Williamstown (Vermont), 9 luglio 1802 – Salisbury (Vermont), 6 luglio 1851) è stato un inventore statunitense.
Davenport fu fabbro ed inventore e costruì, in America, il primo motore elettrico a corrente continua nel 1834.

## Biografia
Nato a Williamstown nel Vermont, ha vissuto a Forest Dale, un villaggio vicino alla città di Brandon.
Nel 1834 sviluppò un motore elettrico a batteria che usò per far funzionare un piccolo modellino di auto su un breve tratto di pista, aprendo la strada alla successiva elettrificazione dei tram. Si trattò del primo tentativo per l'impiego dell'energia elettrica nella locomozione.
La visita del 1833 di Davenport alle ferriere Penfield e Taft a Crown Point (New York), dove era in funzione un elettromagnete basato sul progetto di Joseph Henry, fu un grande stimolo alle sue sperimentazioni sull'elettromagnetismo. Davenport acquistò un elettromagnete dalla fabbrica di Crown Point e lo smontò per vedere come funzionava. Quindi forgiò un'anima di ferro migliore e rifece il cablaggio, usando la seta dell'abito da sposa della moglie.
Con sua moglie Emily e il collega Orange Smalley, Davenport ricevette il primo brevetto americano riguardante una macchina elettrica nel 1837, brevetto USA n.132. Nel 1845, usò il suo motore elettrico per stampare The Electro-Magnetic and Mechanics Intelligencer il primo giornale stampato usando l'elettricità.
Nel 1849, lo scienziato e inventore di Washington Charles Grafton Page iniziò un progetto per costruire una locomotiva ad alimentazione elettromagnetica, con ingenti fondi stanziati dal Senato degli Stati Uniti. Davenport contestò la spesa dei fondi pubblici, sostenendo i motori di propria invenzione. Nel 1851, la locomotiva azionata elettromagneticamente a grandezza naturale di Page fu sottoposta a un test sulla linea ferroviaria tra Washington e Baltimora.